# Orłówka (przystanek kolejowy)
Orłówka (ukr. Орлівка) – przystanek kolejowy w miejscowości Orłówka, w rejonie sarneńskim, w obwodzie rówieńskim, na Ukrainie. Położony jest na linii Sarny – Kowel.
300 m na wschód (w stronę Saren) od przystanku znajduje się posterunek odgałęźny Mała Jaźwinka.